# Kanton Château-Landon
Kanton Château-Landon (fr. Canton de Château-Landon) byl francouzský kanton v departementu Seine-et-Marne v regionu Île-de-France. Tvořilo ho 15 obcí. Zrušen byl po reformě kantonů 2014.

## Obce kantonu
- Arville
- Aufferville
- Beaumont-du-Gâtinais
- Bougligny
- Bransles
- Chaintreaux
- Château-Landon
- Chenou
- Gironville
- Ichy
- La Madeleine-sur-Loing
- Maisoncelles-en-Gâtinais
- Mondreville
- Obsonville
- Souppes-sur-Loing